# Hay Lakes
Hay Lakes is een plaats in de Canadese provincie Alberta en telt 362 inwoners (2006).